# Mały Loch

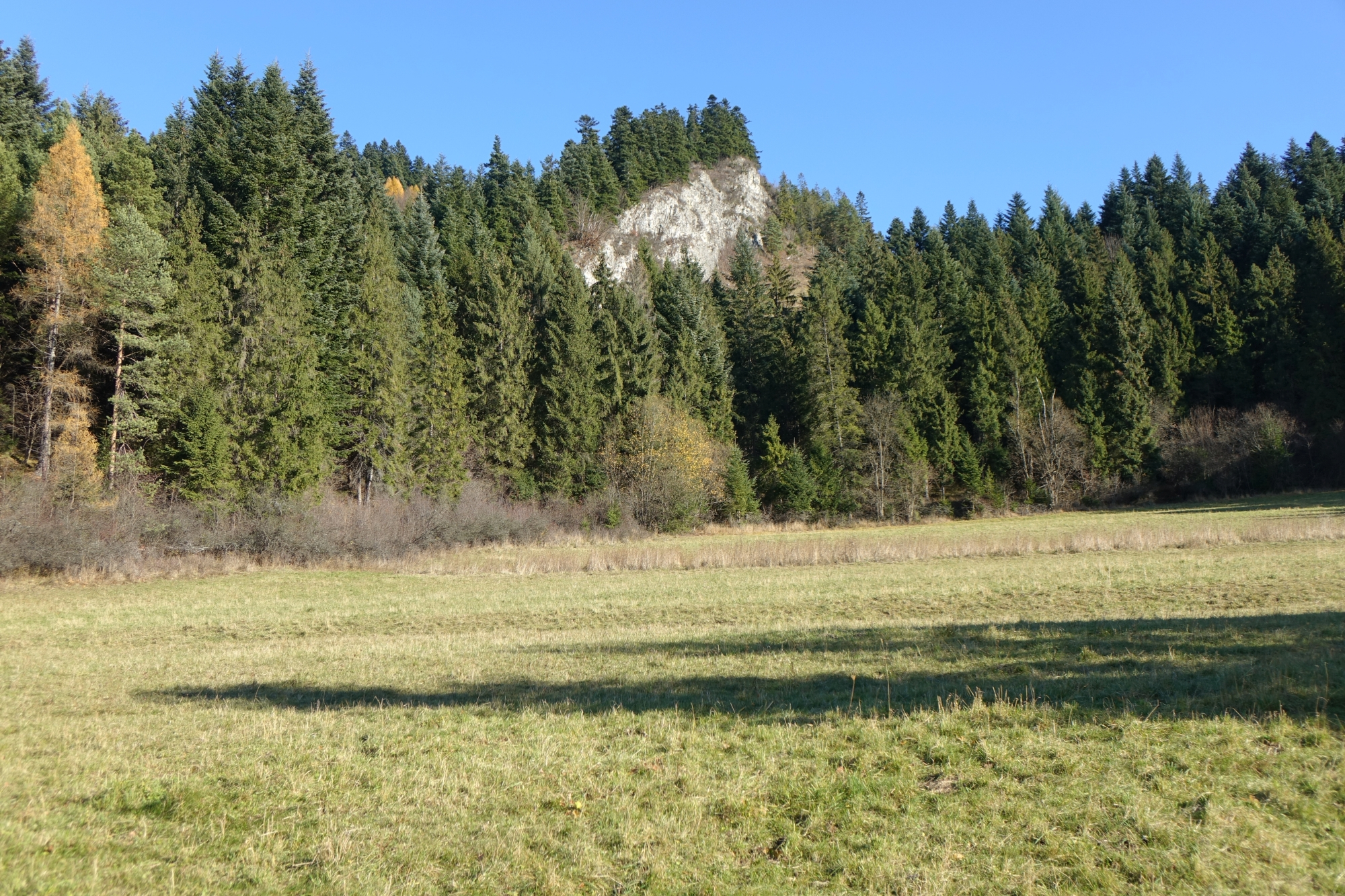
Skała tkwiąca w południowej grzędzie dolinki

Mały Loch – niewielka dolina w Pieninach będąca orograficznie lewym odgałęzieniem doliny Głębokiego Potoku uchodzącego do Jeziora Sromowskiego. Jej nazwa jest historyczna. Dolinka opada w kierunku zachodnim. Na jej dnie jest źródło, z którego wypływa niewielki potoczek uchodzący do Głębokiego Potoku. Dolinka jest głęboko wcięta, na południowej stronie jej południowych zboczy tkwi wapienna skałka. Jest widoczna ze znajdującej się w pobliżu zatoczki przy drodze Krośnica – Sromowce Wyżne. Zatoka ta jest dobrym punktem widokowym na dolinę Dunajca i Tatry.
Mały Loch znajduje się w obrębie Pienińskiego Parku Narodowego (PPN). W latach 1987–1988 w dolince tej znaleziono garbatkę niebieskoczarną Thalloidima sedifolium – bardzo rzadki, w Polsce zagrożony wyginięciem gatunek porostu, w 2008 rzadkiego storczyka dwulistnik muszy. Występuje tu także bezlist okrywowy Buxbaumia viridis. Jest to rzadki gatunek mchu będący jednym z gatunków specjalnej troski PPN. Dla jego ochrony park przewiduje zabiegi ochrony czynnej.
Mały Loch znajduje się w granicach wsi Sromowce Wyżne w województwie małopolskim, w powiecie nowotarskim, w gminie Czorsztyn. 170 m na północ od Małego Locha jest druga, równoległa dolinka Duży Loch.